# أكرم روماني
أكرم روماني (1 أبريل 1978) هو لاعب كرة قدم مغربي سابق لعب في مركز مدافع. ولعب مع المنتخب المغربي لكرة القدم في 13 مناسبة.

## مسيرته
بدأ مسيرته مع نادي المغرب الفاسي في الدوري المغربي، وانتقل إلى نادي جينك في عام 2000، حيث شارك في أكثر من 100 مباراة، ساعد النادي بالفوز باللقب الثاني في الدوري البلجيكي الدرجة الأولى في عام 2002. لعب للمنتخب المغربي في أولمبياد 2000، وكان في تشكيلة المنتخب لكأس الأمم الإفريقية عام 2002.

## روابط خارجية
- أكرم روماني على موقع الاتحاد الدولي (مؤرشف)  (الإنجليزية)
- أكرم روماني على موقع قاعدة بيانات كرة القدم.إي يو (الإنجليزية)
- أكرم روماني على موقع ناشيونال فوتبول تيمز (الإنجليزية)
- أكرم روماني على موقع أوليمبيديا (الإنجليزية)